# Municipio de Sumpter (Arkansas)
El municipio de Sumpter (en inglés: Sumpter Township) es un municipio ubicado en el condado de Bradley en el estado estadounidense de Arkansas. En el año 2010 tenía una población de 126 habitantes y una densidad poblacional de 1,18 personas por km².

## Geografía
El municipio de Sumpter se encuentra ubicado en las coordenadas 33°25′9″N 92°17′44″O / 33.41917, -92.29556. Según la Oficina del Censo de los Estados Unidos, el municipio tiene una superficie total de 107.13 km², de la cual 107,09 km² corresponden a tierra firme y (0,04 %) 0,04 km² es agua.

## Demografía
Según el censo de 2010, había 126 personas residiendo en el municipio de Sumpter. La densidad de población era de 1,18 hab./km². De los 126 habitantes, el municipio de Sumpter estaba compuesto por el 53,97 % blancos, el 44,44 % eran afroamericanos y el 1,59 % eran de una mezcla de razas. Del total de la población el 0 % eran hispanos o latinos de cualquier raza.